# Abadía de Sean Ross
La abadía de Sean Ross, al sur de Roscrea, en el condado de Tipperary (Irlanda), es un convento y la sede de la Escuela Especial de Santa Ana, dirigida por las Hermanas de los Sagrados Corazones de Jesús y María. Se cree que San Crónán fundó un monasterio en este lugar en el siglo VI.

## Historia
Crónán de Roscrea se asentó en Sean Ross, que era un cenagal boscoso alejado de las guaridas de los hombres; de hecho, era totalmente salvaje, tanto que los peregrinos se perdían, así que Crónán lo abandonó y se trasladó al bosque más accesible de Cré, es decir, Roscrea, en el condado de Tipperary. En el siglo VII, los culdees se establecieron en Monahincha, pero más tarde dieron paso a los canónigos agustinos.   Los agustinos reubicaron a Sean Ross en 1485.

## Edificios
El edificio principal fue construido hacia 1750 como Corville House, una casa de campo georgiana de dos plantas sobre un sótano. Aunque está muy ampliada y equipada con ventanas de UPVC, la casa está catalogada como de especial interés arquitectónico y artístico. La casa del jardinero y el jardín amurallado también se mencionan en el Inventario Nacional del Patrimonio Arquitectónico. Dentro de los terrenos se encuentra la abadía de Corville, en ruinas, con su pequeño cementerio asociado, una casa de hielo y un horno de cal. También hay varios edificios modernos y funcionales asociados a la escuela.
Corville House fue el hogar de la familia anglo-irlandesa Prittie (los barones Dunalley) durante los siglos XVIII y XIX. El conde John O'Byrne compró la finca en el siglo XIX y vivió allí hasta 1930. Las Hermanas de los Sagrados Corazones de Jesús y María llegaron a la Abadía de Seán Ross en 1932.

## Escuela Especial de Santa Ana
Anne's School abrió sus puertas en febrero de 1971. Ofrece servicios especializados a estudiantes de entre cuatro y dieciocho años que pueden presentar una discapacidad de aprendizaje general grave/profunda, o con autismo.

## Casa de madre y bebé
En Sean Ross funcionó un hogar para madres y bebés entre 1932 y 1970. Los bebés nacidos de niñas solteras en el hogar se daban en adopción, muchos de ellos en Estados Unidos. Los registros disponibles de las adopciones de Sean Ross están en manos del Health Service Executive. El libro de Martin Sixsmith, The Lost Child of Philomena Lee y la película Philomena, basada en ella, se refieren a la controvertida adopción de Michael A. Hess, nacido Anthony Lee, por parte de Philomena Lee en la Abadía de Sean Ross en 1952. Las tumbas de un número indeterminado de madres y bebés se encuentran en la zona sin marcar conocida como la Parcela de los Ángeles.
En febrero de 2018, las hermanas pusieron a la venta una gran parte del campus, exclusivamente la escuela de Santa Ana y los cementerios, que seguirán siendo mantenidos por la congregación, y seguirán siendo accesibles. El 27 de julio de 2020, la periodista Alison O'Reilly, que destapó el escándalo del entierro de los bebés de Tuam en 2014, y autora de Mi nombre es Bridget, la historia del Hogar de Tuam, descubrió los nombres de los 1.024 niños que murieron en la Abadía de Sean Ross. La historia, fue publicada en el Irish Daily Star después de que los detalles fueran asegurados bajo la Ley de Libertad de Información. Un total de 1.024 "niños ilegítimos" murieron en la Abadía de Sean Ross durante un periodo de treinta y siete años, y casi la mitad de ellos, 455, figuran oficialmente en la lista de fallecidos por insuficiencia cardíaca. La lista oficial de defunciones también revela que 128 niños murieron de "marasmo", es decir, de desnutrición grave. Otras causas de muerte son las convulsiones y el agotamiento, mientras que dos bebés murieron por insolación. Un certificado de defunción muestra que un niño murió de insuficiencia cardíaca aguda como consecuencia de haberse atragantado con gachas de avena. El número de muertes de niños en la Abadía de Sean Ross, es mayor que las muertes registradas en el hogar para madres y bebés de Tuam, donde murieron 796 niños, así como las 817 de Bessborough en Cork. La historiadora Catherine Corless, que descubrió los nombres de los niños que murieron en el hogar de Tuam entre 1925 y 1961, dijo: "Esto es horroroso. Esos pobres niños, uno se pregunta si se anotó cualquier cosa para las causas de las muertes, o si los niños realmente murieron de esta manera. Parece que cuando un grupo grande de niños moría, decían 'vamos a poner paro cardíaco para esos 15'. Es espantoso". Los nombres de los niños se expusieron en la aclamada muestra de arte Stay With Me, que es una exposición colectiva de la respuesta de un artista a la historia de los Tuam Babies. La muestra puede verse en YouTube.